# Балсилли, Джим
Джеймс "Джим" Лоуренс Балсилли (англ. James "Jim" Laurence Balsillie; род. 3 февраля 1961 года; Сифорт, Онтарио, Канада) — канадский бизнесмен и филантроп. Бывший председатель и со-исполнительный директор канадской технологической компании Research In Motion (RIM), которая производила устройство беспроводной связи BlackBerry, объём её продаж в период своего расцвета составлял более 20 миллиардов долларов в год.
После ухода из Blackberry в 2012 году Балсилли занял ряд ролей в канадском бизнесе и обществе. Он является основателем Школы международных отношений Балсилли при Университете Уотерлу, аналитического Центра международного управления и инноваций, а также председателем Канадского совета новаторов.

## Ранняя жизнь и образование
Джим родился в канадском Сифорте (провинция Онтарио) в семье Рэймонда Балсилли, специалиста по электронике в Ontario Hydro и Лорел Балсилли. Семья переехала в Питерборо, когда Джиму было пять лет. Он получил степень бакалавра коммерции в колледже Тринити Университета Торонто в 1984 году, где он также был членом братства Зета-Пси (ΖΨ). В 1989 году он получил степень MBA в Гарвардской школе бизнеса.

## Карьера

### Ранняя карьера
После окончания Гарвардской школы бизнеса Балсилли был исполнительным вице-президентом и финансовым директором по технологиям в компании Sutherland-Schultz, предоставляющей проектные и строительные услуги в Кеймбридже (Онтарио). Он покинул эту должность в 1992 году, когда компания была продана Vollmer Group.

### Работа в Research In Motion
В 1992 году, после первых попыток купить компанию, Балсилли инвестировал 125 000 долларов в Research In Motion (RIM) и стал её со-исполнительным директором вместе с основателем Майком Лазаридисом. В компании было менее десяти сотрудников, а в конечном итоге она стала международной со штатом более 18 000 человек, известная под названием BlackBerry Limited. Лазаридис занимался технологической стороной, а Балсилли - продажами, бизнесом и бухгалтерским учётом.
Многие считали, что Балсилли наполнил RIM «институциональным высокомерием», изменив ландшафт индустрии смартфонов. Его «боялись и уважали» старшие менеджеры. Структура двух исполнительных директоров в конечном итоге стала громоздкой и препятствовала их конкуренции с iPhone от Apple и устройствами на Android от Google.
5 марта 2007 года Балсилли подал в отставку с поста председателя правления RIM, поскольку после тщательной проверки фирма сообщила об ошибках в учёте прошлых опционов на сумму более 250 миллионов долларов. Он сохранил свои должности со-исполнительного директора и председателя. 17 мая 2007 года RIM объявила, что «в соответствии с современной передовой практикой корпоративного управления роли председателя и исполнительного директора разделены».
В июне 2007 года Apple выпустила на рынок первый надёжный смартфон с сенсорным экраном. BlackBerry выпустил смартфон с сенсорным экраном только после ухода Балсилли.
В феврале 2009 года в рамках штрафов и санкций, одобренных Комиссией по ценным бумагам Онтарио (OSC) за урегулирование ненадлежащей практики использования опционов, которую OSC назвала «фундаментальным провалом управления», Балсилли был вынужден уйти с поста директора RIM. В мае 2010 года, почти сразу после истечения срока действия санкций OSC, Балсилли был повторно назначен в совет директоров, несмотря на сильные возражения акционеров и ранние публичные заявления RIM о том, что роли председателя и исполнительного директора будут разделены.
BlackBerry уступила своё доминирование на рынке технологий Android от Google в 2010 году, когда их операционная система BlackBerry OS не обновлялась с марта 2002 года.
В конце 2011 года Балсилли был третьим по величине акционером компании, владея 5,1% акций в обращении. Но в июне того же года BlackBerry сократила 2 000 сотрудников (11% своей глобальной рабочей силы), а исполнительные директора снизили свою зарплату до 1 доллара. Стоимость акций упала с 137,41 доллара в 2008 году до 14,80 доллара в конце 2011 года. К тому времени был выпущен iPhone от Apple, который захватил рынок мобильных приложений, и некоторые инвесторы потребовали ухода руководящего состава.
22 января 2012 года Балсилли и Лазаридис подали в отставку со своих должностей и были заменены главным операционным директором RIM Торстеном Хейнсом.
29 марта 2012 года компания Research In Motion объявила, что Балсилли уходит из совета директоров из-за стратегических разногласий с новым руководителем и исполнительным директором RIM Торстеном Хейнсом, который отказался от стратегии лицензирования, которую преследовал Балсилли.
Одно из изданий обвинило BlackBerry в падении популярности в период с 2010 по 2013 годы, в «управленческом тупике» и ухудшении качества продукции. Падение было резким для RIM. За пять лет компания превратилась из самой ценной собственности Канады, превосходящей даже самый крупный банк, в десятую часть своей прежней стоимости.
За свою карьеру в RIM Балсилли коммерциализировал 44 000 патентов и утверждает, что он «крупнейший поборник коммерческой интеллектуальной собственности в истории Канады».

### Неудачные попытки купить клубы НХЛ
Балсилли участвовал в трёх попытках купить франшизу Национальной хоккейной лиги (НХЛ) с явным намерением перевезти её в Гамильтон (Онтарио). 5 октября 2006 года Балсилли сделал предложение о покупке франшизы «Питтсбург Пингвинз» за 185 миллионов долларов у владельцев Марио Лемьё и Рональда Бёркла. 15 декабря 2006 года Балсилли отозвал свою заявку на покупку команды после получения уведомления от комиссара НХЛ Гэри Беттмэна о том, что лига будет вести переговоры по сделке с ареной от его имени, и что лига также хочет получить право взять на себя управление командой в случае необходимости.
23 мая 2007 года было объявлено, что Балсилли достиг предварительного соглашения о покупке «Нэшвилл Предаторз» у Крейга Лейполда. 28 июня 2007 года CBC.ca сообщил, что Лейполд решил не подписывать обязывающее соглашение с Балсилли. Хотя Балсилли на словах пообещал, что сохранит команду в Нэшвилле, он возобновил сделку и стал основным арендатором арены Copps Coliseum в Гамильтоне и уже продавал абонементы в городе, что повлияло на решение отказать Балсилли в приобретении «Предаторз».
5 мая 2009 года Балсилли сделал предложение о покупке «Финикс Койотис» на сумму 212,5 миллионов долларов после того, как команда подала заявление о защите от банкротства в Аризоне. В пресс-релизе предложение о покупке было описано как условие переезда в Южное Онтарио. По просьбе тогдашнего владельца Джерри Мойеса Балсилли согласился предоставить финансирование оставшемуся должнику в размере 17 миллионов долларов, чтобы позволить «Койотис» существовать до реструктуризации или продажи. Несколько часов спустя НХЛ, сославшись на доверенное соглашение, подписанное Мойесом, отстранила его от принятия всех решений относительно будущего «Койотис». 15 июня 2009 года судья Редфилд Т. Баум отклонил предложение Балсилли о покупке клуба у конкурсного управляющего. В постановлении Баума говорилось, что он не имел полномочий принуждать команду к переезду и что крайний срок, установленный Балсилли 29 июня, не дал суду достаточно времени для решения всех вопросов по делу. 30 сентября 2009 года заявка Балсилли была снова отклонена судьей Баумом, который также отклонил заявку НХЛ. Предложение Балсилли было отклонено «с предубеждением», что помешало ему сделать ещё одну заявку на покупку «Койотис». Балсилли не обжаловал это решение.
Ходили слухи, что Балсилли сделал предложение Терри Пегуле о покупке «Баффало Сэйбрз» во время их продажи в 2011 году, а также, что он был заинтересован в покупке «Атланта Трэшерз» до их возможной покупки, переезда и ребрендинга в «Виннипег Джетс» компанией True North Sports & Entertainment, но ни один из этих слухов не подтвердился.

### Благотворительность и общественная жизнь
Балсилли — филантроп, поддерживающий многочисленные местные и национальные инициативы. В 2007 году он пожертвовал 50 миллионов долларов Университету Уотерлу, Университету Уилфрида Лорье и Центру международного управления и инноваций (CIGI), а также в рамках инициативы 100 миллионов долларов на создание Школы международных отношений Балсилли (BSIA). Балсилли создал Канадский международный совет (CIC) в сотрудничестве с Канадским институтом международных отношений (CIAA) и CIGI. Он также является основателем Канадского совета новаторов.
Балсилли предоставил ресурсы и время таким организациям, как Детский музей Уотерлу, больница Гранд-Ривер, Канадский олимпийский фонд и другим.
В 2012 году совет факультета юридической школы Осгуд-Холл отклонил предложение Балсилли о сотрудничестве между школой и CIGI на сумму 60 миллионов долларов, которое включало бы пожертвование в размере 30 миллионов долларов от CIGI и правительства Онтарио на создание школы международных отношений в Йоркском университете и финансирование 10 исследовательских кафедр в области международного права.
В июне 2013 года правительство Стивена Харпера назначило Балсилли председателем Управления технологий устойчивого развития Канады.
В октябре 2022 года он опубликовал в The Globe and Mail статью с критикой правительства Джастина Трюдо за предложение Закона о реализации цифровой хартии 2022 года (законопроект C-27), написав, что он «нормализует и расширяет наблюдение и рассматривает конфиденциальность как препятствие к корпоративной прибыли, а не как фундаментальное право человека или даже право на эффективную защиту потребителей».

## Личная жизнь
Джим Балсилли женился в 1989 году в Гамильтоне. У них родилось двое детей, прежде чем они расстались в 2011 году.
Он является почётным капитаном HMCS Star Королевского военно-морского флота Канады.
Балсилли утверждает, что все три основные политические партии предприняли безуспешные попытки завербовать его.

## В популярной культуре
Гленн Хоуэртон сыграл Балсилли в фильме 2023 года «Кто убил BlackBerry». Сам он утверждает, что это неточное изображение культуры RIM. Однако Балсилли помог продвинуть фильм: давал телевизионные интервью и посещал премьеры в поддержку фильма. В фильме Балсилли был изображён высокомерным, манипулятивным и агрессивным. Он сказал, что все согласны с тем, что его характеристика была «на 5% точной и на 95% выдуманной», но также сказал, что он может терпеть, когда его дразнят, поскольку он прожил 60 лет, а его фамилия содержит слово «глупый» (silly)». Он оценил игру Хоуэртона как «блестящую».